# Ǵore Jowanowski
Ǵore Jowanowski (lub Ǵore Jovanovski, cyryl. Ѓope Joвaнoвcки, właśc. Ǵorǵe Jowanowski; ur. 22 marca 1956) – macedoński piłkarz grający na pozycji pomocnika, oraz trener piłkarski.

## Kariera piłkarska
W ciągu trwającej blisko piętnaście lat kariery piłkarskiej występował w czterech klubach, m.in. Crvenej zvezdzie Belgrad. Jednak najdłużej grał w Wardarze Skopje: łącznie przez jedenaście sezonów. W lidze jugosłowiańskiej zdominowanej głównie przez kluby z Serbii Wardar nie odnosił większych sukcesów. Najlepszym wynikiem klubu z tego okresu jest piąte miejsce w sezonie 1984/1985, gwarantujące grę w rozgrywkach Pucharu UEFA. Piłkarską karierę Jowanowski zakończył w Turcji.

## Kariera szkoleniowa
Działalność szkoleniową rozpoczął we wrześniu 2001 roku, kiedy został selekcjonerem reprezentacji Macedonii, zastępując Dragana Kanatłarowskiego. Po raz pierwszy poprowadził kadrę w spotkaniu eliminacji do Mundialu 2002 ze Szwecją (1:2). W kolejnych meczach zanotował trzy remisy i cztery porażki, m.in. po 0:5 ze Słowacją i Węgrami oraz 0:3 z Finlandią. Po tym ostatnim spotkaniu, w styczniu 2002, Jowanowski otrzymał wymówienie.
Przez kolejne siedem lat prowadził kluby z ligi macedońskiej. W tym okresie zdobył szereg trofeów, dzięki czemu trzykrotnie otrzymał tytuł najlepszego trenera ligi. Dwukrotnie wygrał mistrzostwo kraju (z FK Rabotniczki Skopje), dwukrotnie wicemistrzostwo (raz z Rabotniczki, raz z Milano Kumanowo) oraz raz Puchar Macedonii (ze Słoga Jugomagnat Skopje).
W sierpniu 2010 został trenerem CSKA Sofia, jednak już trzy miesiące później został zwolniony. Bezpośrednią przyczyną dymisji była przegrana 0:2 z Rapidem Wiedeń w rozgrywkach Ligi Europy, jednak wcześniej szkoleniowiec zanotował także kilka porażek w lidze.
Niecały rok później, w czerwcu 2011, otrzymał propozycję prowadzenia reprezentacji Bangladeszu. Przyjął ją, jednak jeszcze w tym samym miesiącu został zastąpiony przez swojego rodaka Nikołę Iliewskiego.

## Sukcesy szkoleniowe
- mistrzostwo Macedonii 2005 i 2006 oraz wicemistrzostwo Macedonii 2007 z FK Rabotniczki Skopje
- wicemistrzostwo Macedonii 2009 i finał Pucharu Macedonii 2009 z Milanem Kumanowo
- Puchar Macedonii 2004 ze Słogą Jugomagnat Skopje